# Baykar Bayraktar TB2
O Bayraktar TB2 (do turco: "Porta-bandeira") é um veículo aéreo de combate não tripulado (VACONT) de grande autonomia e média altitude desenvolvido pela empresa turca Baykar. Os modelos desta aeronave são monitorados e controlados por uma estação de controle terrestre, incluindo o emprego de suas armas. O seu desenvolvimento é creditado a Selçuk Bayraktar, um engenheiro formado no MIT.
Em operação desde 2015, o TB2 já somou mais de 400 mil horas de voo. As Forças Armadas Turcas são o maior usuário do drone, mas um modelo feito para exportação já foi vendido para vários países, como a Ucrânia e o Azerbaijão.
A Turquia já utilizou esta aeronave em conflitos regionais contra o Partido dos Trabalhadores do Curdistão (PKK) e as Unidades de Proteção Popular (YPG) no Iraque e na Síria. Porém, este VACONT ganhou notoriedade por seu extenso e bem sucedido uso, primeiro pelo Azerbaijão na Guerra no Alto Carabaque de 2020 e depois pelos ucranianos na Invasão da Ucrânia pela Rússia em 2022.

## Desenvolvimento
A criação do Bayraktar TB2 foi estimulada por uma sanção dos EUA contra a Turquia na área de aeronaves não tripuladas, devido a preocupações de que essas seriam usadas contra grupos do PKK dentro e fora do território turco, que se provariam verdadeiras anos depois.
A Baykar começou a desenvolver o sistema a pedido do governo turco, após os testes satisfatórios do Bayraktar TB1. O TB2 fez seu voo inaugural em agosto de 2014.

## Histórico operacional

### Operações antiterrorismo turcas
O uso do TB2 pelos militares turcos ganhou destaque em operações de antiterrorismo contra posições de militares do Partido dos Trabalhadores do Curdistão (PKK) e das Unidades de Proteção Popular (YPG) nas fronteiras do Iraque e da Síria.

### Azerbaijão e a Guerra no Alto Carabaque de 2020
Em junho de 2020, o Ministro da Defesa do Azerbaijão, Zakir Hasanov, anunciou que o Azerbaijão havia decidido comprar drones Bayraktar da Turquia. Durante a Guerra no Alto Carabaque de 2020, os Bayraktar TB2s foram usados contra as Forças Armadas da Armênia, e obtiveram grande sucesso. O Azerbaijão usou TB2s para destruir a artilharia armênia, posições de infantaria e veículos militares, incluindo BM-30 Smerch MLRS, tanques T-72, BMP-1 e BMP-2.
Em 19 de outubro de 2020, um Bayraktar TB2 foi abatido pelas defesas aéreas do Exército Armênio sobre o Alto Carabaque. Em 8 de novembro de 2020, outro Bayraktar TB2 do Azerbaijão foi abatido pela defesa aérea, no sudeste de Alto Carabaque.

### Ucrânia e a invasão russa de 2022
Como parte de seu programa de modernização militar, as Forças Armadas da Ucrânia compraram 12 Bayraktar TB2s em 2019. A Ucrânia recebeu o primeiro lote dos VACONTs em março de 2019.

Em 2021, autoridades turcas e ucranianas anunciaram o estabelecimento de um empreendimento conjunto para produzir 48 Bayraktar TB2 adicionais no território ucraniano. O primeiro lote foi entregue à Marinha em julho de 2021.

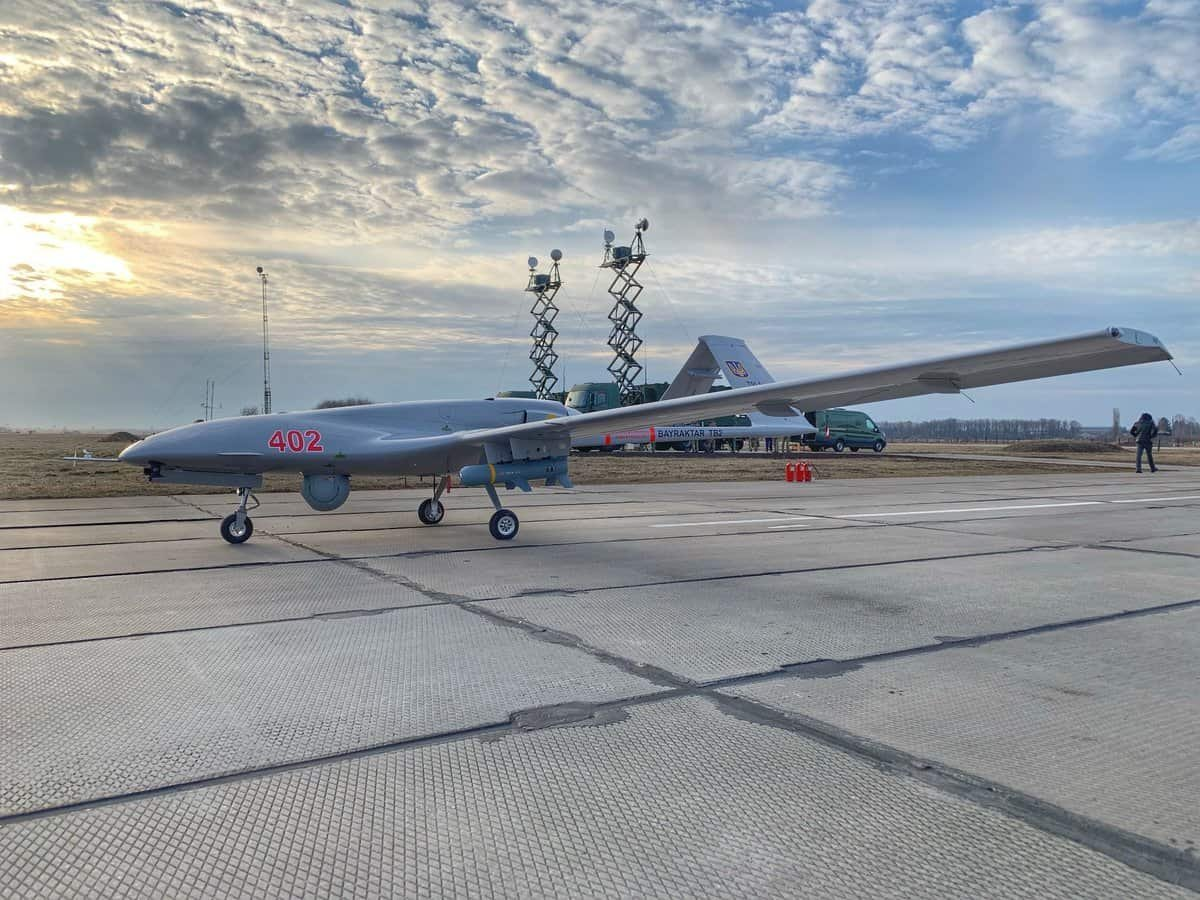
Um TB2 da força aérea ucraniana.

Durante a invasão russa da Ucrânia em 2022, drones TB2 foram usados pelas Forças Armadas da Ucrânia contra forças e equipamentos russos.
De acordo com imagens de vídeo, os drones TB2 destruíram com sucesso em diferentes ocasiões um posto de comando russo, veículos militares, incluindo tanques, diferentes tipos de caminhões, sistemas de mísseis superfície-ar (incluindo Buk e Tor), artilharia autopropulsada, lançador múltiplo de foguetes (MLRS), obuses e um sistema de guerra eletrônica.
O drone também destruiu dois trens abastecedores russos, navios-patrulha e helicópteros.
Próximo ao verão de 2022, o TB2 começou a apresentar resultados menos significativos na frente de batalha. Os russos, inicialmente desorganizados, começaram a apresentar defesas antiaéreas mais adequadas, com os drones ucranianos sendo abatidos com frequência. Isso pode ter feito com que os ucranianos reduzissem o uso de TB2. Em 25 de julho do mesmo ano, um especialista militar disse à BBC que a baixa velocidade dos drones Bayraktar os tornavam alvos fáceis para as defesas antiaéreas russas, e que muitos foram abatidos.

## Utilizadores
- Azerbaijão[39]
  - Força Aérea do Azeri
- Burquina Fasso[39]
- Catar[39]
- Djibuti[39]
- Etiópia[39]
  - Forças de Defesa Etíope
- Quirguistão[39]
- Líbia[39]
  - Força Aérea Líbia
- Níger[39]
- Nigéria[39]
- Mali[39]
- Marrocos[39]
- Paquistão[39]
  - Força Aérea Paquistanesa
- Polônia[39]
  - Forças Armadas Polacas
- Turquia[39]
  - Exército Turco
  - Gendarmaria
  - Diretório Geral de Segurança
  - Organização Nacional de Inteligência
  - Forças Navais Turcas
- Ruanda[39]
- Somália[39]
- Togo[39]
- Turquemenistão[39]
- Ucrânia[39]
  - Força Aérea Ucraniana
  - Marinha Ucraniana

## Na cultura popular
A popularidade do uso militar do drone na pelas Forças Armadas da Ucrânia inspiraram uma música com o nome do drone. Algumas fontes afirmam que Bayraktar é uma das primeiras músicas sobre drones militares.